# Jamaicas generalguvernör
Jamaicas generalguvernör är den vicekungliga representanten för Jamaicas monark på plats i landet och fungerar i praktiken därför som landets statschef.
Jamaica var tidigare en brittisk koloni men har valt att förbli ett samväldesrike (dvs en personalunion där samma person som är Storbritanniens monark också är Jamaicas statschef) efter självständigheten från Storbritannien 1962.

## Roll
Kungen utser, på inrådan av premiärministern, generalguvernören som fungerar som hans lokala representant på Jamaica. Både kungen och generalguvernören besitter stor formell makt i landet men använder väldigt sällan den. Vanligtvis används den endast i kritiska lägen eller i vissa fall i krig. Generalguvernören representerar kungen vid ceremoniella tillfällen som till exempel parlamentets öppnande, representation av utmärkelser och militärparader.
Enligt konstitutionen har han befogenhet att agera i vissa frågor, till exempel att tillsätta och disciplinera tjänstemän i statsförvaltningen. Det är enligt sedvana endast i fåtal fall som generalguvernören har befogenhet att agera unilateralt.

## Jamaicas generalguvernörer (från 1962)
| Namn               | Från             | Till             | Kommentar     | Monark       | Not |
| ------------------ | ---------------- | ---------------- | ------------- | ------------ | --- |
| Kenneth Blackburne | 6 augusti 1962   | 30 november 1962 |               | Elizabeth II |     |
| Clifford Campbell  | 1 december 1962  | 2 mars 1973      |               | Elizabeth II |     |
| Herbert Duffus     | 2 mars 1973      | 27 juni 1973     | tillförordnad | Elizabeth II |     |
| Florizel Glasspole | 27 juni 1973     | 31 mars 1991     |               | Elizabeth II |     |
| Edward Zacca       | 31 mars 1991     | 1 augusti 1991   | tillförordnad | Elizabeth II |     |
| Howard Cooke       | 1 augusti 1991   | 15 februari 2006 |               | Elizabeth II |     |
| Kenneth O. Hall    | 15 februari 2006 | 26 februari 2009 | avgick        | Elizabeth II |     |
| Patrick Allen      | 26 februari 2009 | inkumbent        |               | Elizabeth II |     |